# جزيرة شبح

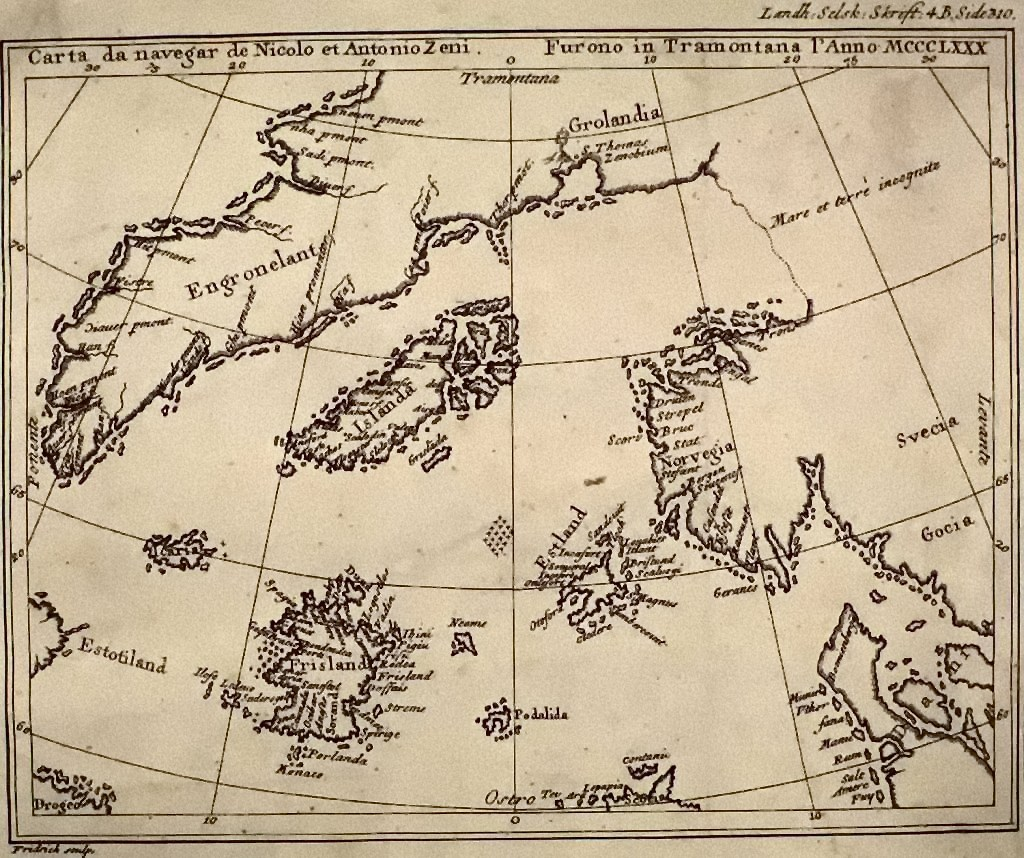
خريطة زينو لسنة 1558 تظهر فرايلند وهي جزيرة شبح بالمحيط الأطلسي

الجزيرة الشبح أو الجزيرة الوهمية (بالإنجليزية: Phantom island)‏ هي تلك الجزر التي تظهر على الخرائط لفترة من الزمن قد تصل لقرون، لتتم إزالتها لاحقا بعد التأكد من أنها غير موجودة في الواقع.

## الأسباب
هناك العديد من الأسباب التي قد تؤدي لظهور الجزر الأشباح على الخرائط ومن بينها مايلي:
- الخطأ في تحديد مكان جزر حقيقية، مثل جزيرة ببيس التي تم تعليمها على الخرائط نتيجة تحديد خاطئ لمكان جزر مالفيناس.
- معرفة غير كاملة عن جغرافية مكان ما: فكوريا مثلا كان قد تم اعتبارها جزيرة قبل اكتشاف ارتباطها بقارة أسيا.
- عدم استمرارية المكتشفات خلال الزمن: مثلا تولي وهي جزيرة تم اكتشافها خلال القرن الرابع قبل الميلاد، لكنها فُقدت فيما بعد ليتم تحديدها مرة أخرى من طرف المستكشفين الجغرافيين في شتلاند وايسلاندا والدول الإسكندنافية، وبالضبط في هالوجالاند وهي منطقة في الجزء الشمالي القصوي من النرويج.
- جزر قديمة أو مناطق ضحلة وسط البحر ابتلعتها المياة فيما بعد.
- جزيرة عائمة متحركة أو جزيرة غطتها المياة.
- الإشارة لمكان غير موجود أصلا.

## لائحة بعض الجزر الأشباح
| اسم الجزيرة   | تاريخ الاكتشاف  | تفسير / ملاحظات |
| ------------- | --------------- | --- |
| ساندي ايلاند  | 1774            | وهي جزيرة افتُرض أنها في بحر المرجان، جنوب المحيط الهادئ بين أستراليا وكاليدونيا الجديدة وقد ظهرت على العديد المراجع الجغرافية العالمية وكذا في خرائط جوجل إيرث إلى حدود سنة 2012 حيث اكتشف فريق من العلماء الأستراليين الذين ذهبوا لدراسة جيولوجيتها أن هذه الجزيرة قد اختفت ولم يعثروا لها على أثر. |
| بيرميجا       | 1539            | جزيرة وسط خليج المكسيك كانت ظاهرة بوضوح في العديد من الخرائط الوطنية والعالمية إلا أنه وفي وقت ما من القرن السابع عشر اختفت هذه الجزيرة بشكل غامض رغم أن بعض الفرضيات تقول أن الجزيرة اختفت نتيجة حركة الصفائح التكتونية.                                                                            |
| تولي (جزيرة)  | 325 قبل الميلاد | جزيرة أسطورية في أقصى الشمال، والتي ورد ذكرها عدة مرات في الأعمال الرومانية وفي العصور الوسطى، التفسيرات الحالية تشير إلى أن هذه الجزيرة يمكن أن تكون النرويج أو أوركني أوجزر شتلاند أوالدول الإسكندنافية وأيسلندا وغرينلاند، وحتى ساريما.                                                           |
| أرض سانيكوف   | 1809            | جزيرة بالقرب من جزر دي لونغ، شمال روسيا، التي ربما كانت موجودة من قبل ولكنها اختفت بسبب تآكل السواحل. |
| فرايلند       | 1809            | جزيرة على خريطة زينو، يمكن أن تكون هي التي سميت آيسلندا. |
| تواناكي       | 1842            | مجموعة من الجزر التي اختفت من جزر كوك، وقد زعم بحار أنه قضى فيها 6 أيام، وبعد عامين أبحرت إحدى السفن إلى تلك المنطقة لكنها لم تعثر على أي شيء. |
| جزيرة تومبسون | 1825            | جزيرة في جنوب المحيط الأطلسي التي اكتشفتها سفينة جورج نوريس، لكن لم يراها أحد منذ 1893. |